# Grimisuat
Grimisuat (zastarale německy Grimseln) je obec ve švýcarském kantonu Valais. Leží v okrese Sion ve frankofonní části kantonu. Žije zde přibližně 3 400 obyvatel.

## Geografie

Letecký pohled (1955)

Obec se nachází na severní straně údolí Rhôny asi 3 km severovýchodně od hlavního města kantonu, Sionu. Sousedními obcemi Grimisuatu jsou Arbaz na severu, Ayent na severu a východě, Sion na jihu a Savièse na západě.

## Historie
Obec je poprvé připomínána již v 11. století jako Grimisoch. Hrad, který byl ve 14. století postoupen pánům z rohu von Crista, pochází z dynastie de Grimisuat, která je doložena ve 13. a 14. století. Tato budova, která od počátku 16. století až do výstavby současné fary v roce 1981 sloužila jako fara, je nejstarší budovou v obci. Ve středověku obec pravděpodobně podléhala pánům z Ayentu. Po francouzské invazi v roce 1798 se Grimisuat stal součástí Zendenu (okrsku), poté okresu Sion. Od 11. století tvořil Grimisuat farnost, zpočátku pod jurisdikcí biskupa, v letech 1193–1798 sionské kapituly; kanovníci jmenovali faráře až do roku 1920. Výstavba silnice mezi Sionem, Grimisuat a Ayentem v roce 1892 a zřízení poštovní autobusové dopravy v roce 1918 vedly k nárůstu počtu obyvatel. V roce 1946 založil kapucínský otec Paul Marie institut pro vzdělávání osob se speciálními potřebami, z něhož vznikl sociálně-vzdělávací institut Saint-Raphaël.

## Obyvatelstvo

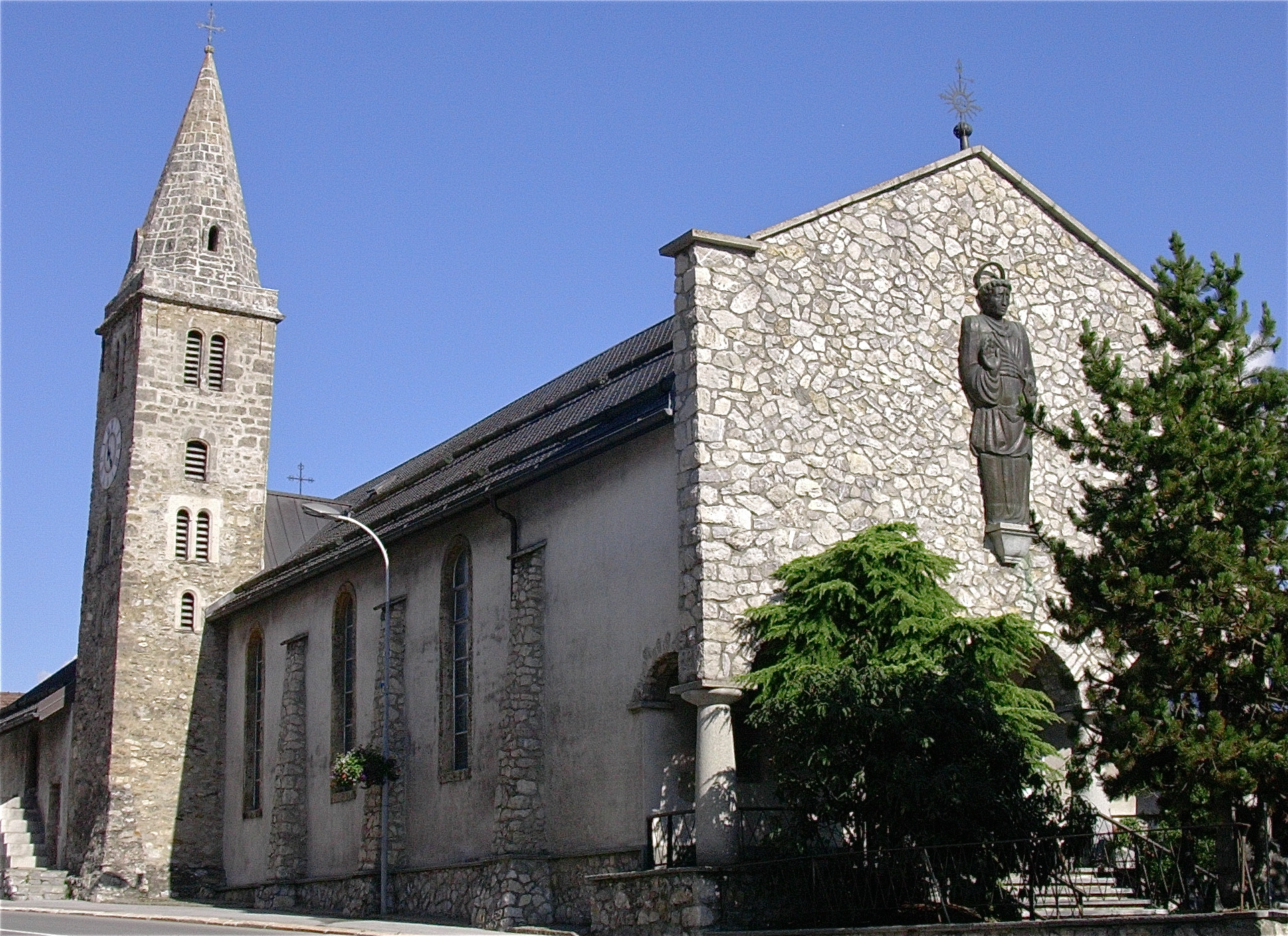
Kostel Saint-Pancrace

| Vývoj počtu obyvatel | Vývoj počtu obyvatel | Vývoj počtu obyvatel | Vývoj počtu obyvatel | Vývoj počtu obyvatel | Vývoj počtu obyvatel | Vývoj počtu obyvatel | Vývoj počtu obyvatel | Vývoj počtu obyvatel | Vývoj počtu obyvatel | Vývoj počtu obyvatel | Vývoj počtu obyvatel |
| -------------------- | -------------------- | -------------------- | -------------------- | -------------------- | -------------------- | -------------------- | -------------------- | -------------------- | -------------------- | -------------------- | -------------------- |
| Rok                  | 1850                 | 1900                 | 1950                 | 1980                 | 2000                 | 2010                 | 2012                 | 2014                 | 2016                 | 2018                 | 2020                 |
| Počet obyvatel       | 437                  | 608                  | 926                  | 1691                 | 2331                 | 2838                 | 2976                 | 3146                 | 3279                 | 3445                 | 3584                 |

## Hospodářství
Obec je od středověku zavlažována vodovody (zvanými suonen) z Ayentu a Clavau, což umožňuje zemědělství i na příkrých svazích. Od poloviny 20. století se vyvinula v rezidenční obec a její počet obyvatel rychle rostl, ačkoli třetina její rozlohy je stále využívána pro vinařství. Více než polovina aktivních obyvatel Grimisuatu je zaměstnána v sektoru služeb, především v Sionu.

## Doprava
Obec nemá železniční spojení, nejbližší stanice v Sionu však leží na důležité Simplonské dráze, která vychází ze Ženevy na západě a pokračuje tunelem směrem na Milán. Dopravní obslužnost obce zajišťují žluté autobusy Postauto.
Do Grimisuatu se lze dostat přes sjezdy na dálnici A9 v Sionu. Z nich pokračují do obce regionální silnice.